# Championnats d'Océanie d'haltérophilie
Les Championnats d'Océanie d'haltérophilie sont la compétition annuelle organisée depuis 1980 par la Fédération océanienne d'haltérophilie (OWF). Les 23 nations inscrites auprès de l'OWF peuvent y participer.

## Histoire
L'OWF a été créée le 6 novembre 1980 à Melbourne en Australie. Les championnats d'Océanie d'haltérophilie sont organisés depuis 1980. Les compétitions n'ont pu se tenir en 1983, 1991 et 1995. Deux titres sont décernés dans la compétition masculine par catégorie de poids depuis 1993 sur la base d'une seule compétition : le titre de champion d'Océanie que l'ensemble des compétiteurs est susceptible de remporter, et le titre de champion du Pacifique sud auquel ne peuvent concourir les compétiteurs australiens et néo-zélandais. La première compétition féminine est organisée en 1993 et en 1996, le titre de championne du Pacifique sud est décerné pour la première fois. Les premiers championnats juniors (moins de 20 ans) sont organisés en 1997 et les premiers championnats de jeunes (moins de 18 ans) en 2010. Les deux titres sont attribués dans les compétitions masculines et féminines de ces catégories d'âge.
Les nations inscrites à l'OWF et pouvant participer aux championnats sont l'Australie, les Fidji, Guam, les Îles Cook, les Îles Mariannes du Nord, les Îles Marshall, l'Île Norfolk, les Îles Salomon, Kiribati, les États fédérés de Micronésie, Nauru, Niue, la Nouvelle-Calédonie, la Nouvelle-Zélande, Palaos, la Papouasie-Nouvelle-Guinée, les Samoa, les Samoa américaines, Tahiti, les Tonga, Tuvalu, Vanuatu et Wallis-et-Futuna.

## Résultats

### Femmes
- Championnats d'Océanie

Les haltérophiles australiennes étaient dominatrices jusqu'à la fin des années 2000. Depuis 2010, elles remportent un peu moins d'un titre par an. Les athlètes des Samoa et de Papouasie-Nouvelle-Guinée s'adjugent la plupart des catégories depuis cette date. Dika Toua (Papouasie-Nouvelle-Guinée), Mary Opeloge et Ele Opeloge (Samoa) avec neuf titres chacune sont les plus titrées.
- Championnats du Pacifique sud

Les athlètes de Nauru ont dominé la discipline jusqu'aux milieu des années 2000. Elles ont depuis pratiquement cessé de participer aux compétitions. Les haltérophiles de Papouasie-Nouvelle-Guinée et des Samoa ont pris le relais dans la plupart des catégories. Dika Toua et Mary et Elle Opeloge ont toutes remporté neuf championnats.

### Hommes
- Championnats d'Océanie

Les haltérophiles australiens et dans une moindre proportion néo-zélandais accaparent la plupart des titres. Cette domination tend à se réduire depuis le début des années 2010 avec une montée en puissance des athlètes des Kiribati, de Nauru, de Papouasie, des Samoa. Les compétiteurs les plus titrés sont Marcus Stephen (Nauru) avec dix victoires, Manuel Minginfel (Micronésie) et Yukio Peter (Nauru) avec neuf titres.
- Championnats du Pacifique sud

Les athlètes de Nauru et des Samoa dominent la discipline. Deux haltérophiles ont remporté chacun onze compétitions, Manuel Minginfel (Micronésie) et Itte Detenamo (Nauru). Yukio Peter a terminé neuf fois à la première place.

### Tableau des titres (jusqu'en 2014)
| Pays                        | Océanie (F) | Pacifique sud (F) | Océanie (H) | Pacifique sud (H) |
| --------------------------- | ----------- | ----------------- | ----------- | ----------------- |
| Australie                   | 68          | /                 | 136         | /                 |
| Fidji                       | 5           | 13                | 8           | 12                |
| Guam                        | 2           | 1                 | 1           | 1                 |
| Îles Cook                   | 0           | 0                 | 0           | 2                 |
| Îles Marshall               | 1           | 1                 | 0           | 0                 |
| Îles Salomon                | 3           | 4                 | 0           | 0                 |
| Kiribati                    | 0           | 0                 | 10          | 14                |
| États fédérés de Micronésie | 0           | 0                 | 8           | 10                |
| Nauru                       | 25          | 48                | 40          | 55                |
| Niue                        | 1           | 2                 | 0           | 1                 |
| Nouvelle-Calédonie          | 0           | 1                 | 5           | 8                 |
| Nouvelle-Zélande            | 7           | /                 | 48          | /                 |
| Palaos                      | 3           | 6                 | 0           | 1                 |
| Papouasie-Nouvelle-Guinée   | 15          | 24                | 7           | 16                |
| Samoa                       | 20          | 22                | 13          | 32                |
| Samoa américaines           | 0           | 1                 | 2           | 7                 |
| Tahiti                      | 0           | 1                 | 9           | 0                 |
| Tonga                       | 0           | 1                 | 1           | 3                 |
| Tuvalu                      | 0           | 0                 | 0           | 1                 |
| Wallis-et-Futuna            | 0           | 0                 | 2           | 2                 |